# Ocásek (diakritika)

Ocásek

Ocásek (polsky ogonek, "ocásek", litevsky nosinė, "nosík", v jazyce dgr wįghǫą, "jeho malý nos") je diakritické znaménko latinky připojené k písmenu vpravo dole (případně uprostřed). Užívají jej polský, litevský, elvdalský a některé indiánské jazyky.
Na rozdíl od cedilly se připojuje jen k samohláskám a jeho konec směřuje doprava.

## Užití v jazycích
Ocáskem se zapisují:
- nosové samohlásky v polštině (ą, ę)
- dlouhé samohlásky v litevštině (ą, ę, į, ų)
- nosové samohlásky v elvdalštině (ą, ę, į, ų, y̨ , ą̊)
- nosové samohlásky v některých indiánských jazycích (ą, ąą, ę, ęę, į, įį, ǫ, ǫǫ, ų, ųų, y̨)

Umístění ogonku v evropských jazycích (vlevo) a preferované umístění ogonku v severoamerických jazycích (vpravo)

V severoamerických jazycích je akceptováno a často i preferováno, aby ogonek nebyl k písmenu připojen vpravo dole, ale aby byl umístěn vzhledem k písmenu pod jeho středem.
Písmena s ocáskem
- Ąą Ą̊ą̊ Ą̈ą̈ Ęę Įį Ǫǫ Ǫ̈ǫ̈ Ǭǭ Ųų Y̨y̨